# 465 aC
L'any 465 aC va ser un any del calendari romà prejulià. Durant la República Romana es coneixia com l'Any del consolat de Vibulà i Barbat, o de vegades, any 289 Ab urbe condita o de la fundació de Roma. La denominació 465 aC per a aquest any s'ha emprat des de l'edat mitjana, quan el calendari Anno Domini va ser el mètode més usat a Europa per a anomenar els anys.

## Esdeveniments

#### Grècia
- Tasos, membre de la Confederació de Delos dirigida per Atenes, es va revoltar per les disputes sobre les mines d'or de la part continental i va esclatar la guerra entre Tasos i Atenes, que aquell any envia a l'illa una força dirigida per Cimó II. Els atenencs van derrotar el insurrectes i van assetjar la ciutat per terra i per mar. Els assetjats van resistir més de dos anys, però al tercer any de setge es van rendir i van haver de destruir les fortificacions i lliurar els seus vaixells de guerra a més de renunciar a les seves possessions continentals i pagar una contribució en metàl·lic.[2][3]
- Sòfanes, militar atenès, i l'atleta Lèagre es van unir i van encapçalar el comandament de deu mil atenesos per provar de colonitzar Amfípolis i explotar les mines d'or. Els dos homes van morir a Dàton en una batalla contra els edons, nadius de la zona.[4]

#### Imperi Persa
- Puja al tron Artaxerxes I, membre de la dinastia Aquemènida. Va succeir al seu pare Xerxes I mort assassinat.[5][6]

#### República Romana
- Quint Fabi Vibulà i Titus Quinti Capitolí Barbat són elegits cònsols romans. El senat va nomenar Fabi Vibulà per dirigir la guerra contra els eqües que encara continuava des del 467 aC. Els ambaixadors enviats als eqües van ser tractats sense contemplacions i els dos cònsols van atacar l'enemic. Els eques es van retirar al mont Àlgid, que era al seu territori (segons Titus Livi.[7] Dionís d'Halicarnàs diu que la batalla no va ser decisiva,[8]

### Temàtiques

#### Arquitectura
- Fídies fa l'estàtua de Ἀθηνᾶ Πρόμαχος ('Athena Promachos', Atena que lluita al davant de tots), una estàtua colossal de la deessa, feta de bronze que es va instal·lar a l'acròpoli d'Atenes (data aproximada).[9]

## Naixements
- Teodor de Cirene, filòsof i matemàtic.[10]

## Necrològiques
- El rei Xerxes I de l'Imperi Aquemènida, és assassinat per un dels seus ministres, Artàban, que va acusar dels fets al príncep Darios, fill de Xerxes. Artaxerxes, que va succeir al seu pare, va matar al seu germà.[11]
- Sòfanes, general dels atenesos, juntament amb Leagre van morir a Dàton a mans dels edons, quan volien colonitzar Amfípolis per explotar-ne les mines d'or.[12]